# Martlet
Pour les articles homonymes, voir LMM.
Le Martlet (en français merlette), originellement Lightweight Multi-role Missile (LMM), est un missile air-sol, antinavire, air-air et sol-air à courte-portée guidé par laser conçu et fabriqué au Royaume-Uni par Thales UK.

## Développement

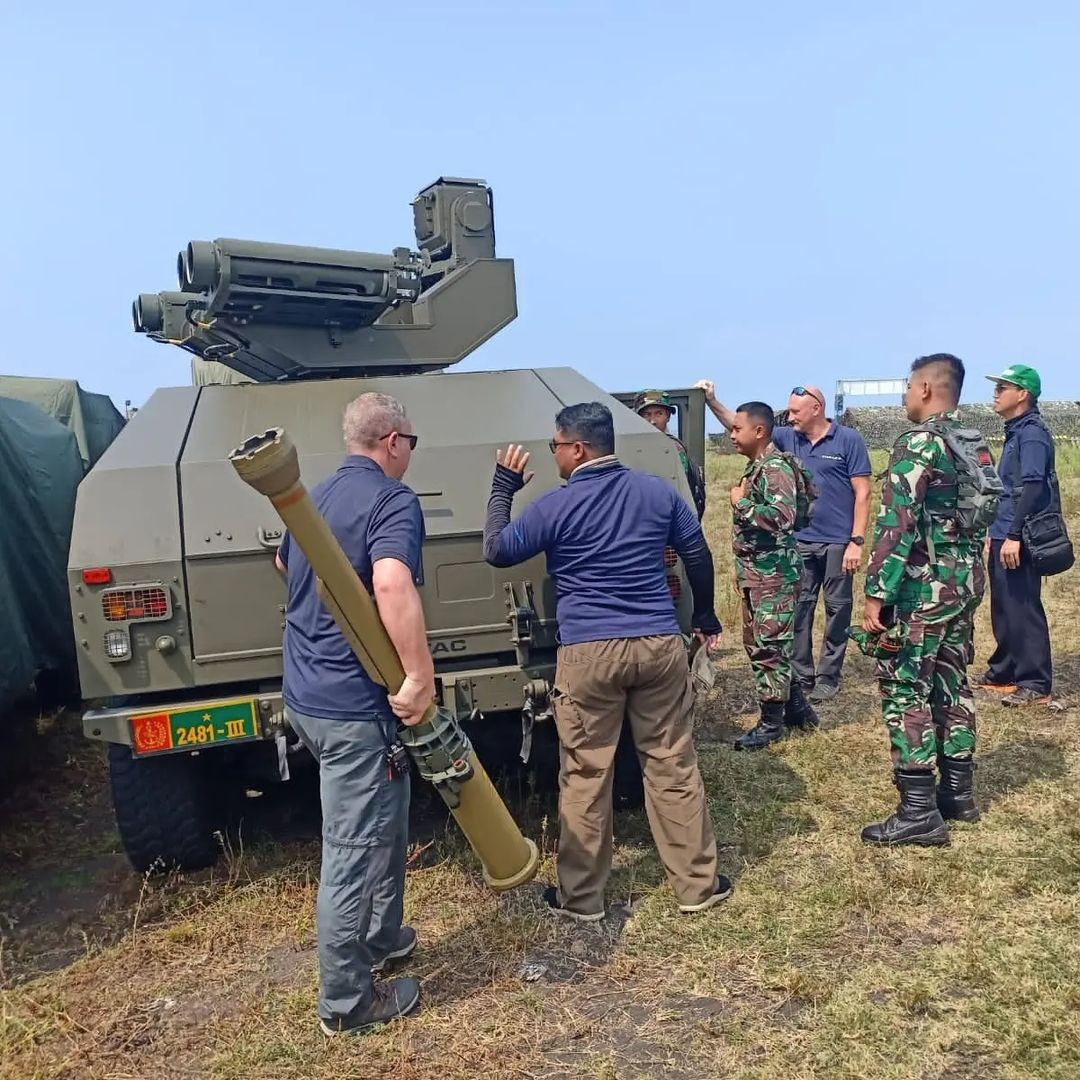
Martlet sol-air dans un polygone de tir du Kabupaten de Lumajang en Indonésie.

Le contrat d’intégration en missiles des hélicoptères AW159 Wildcat de la Royal Navy devait prévoir deux missiles : le Future Anti-Surface Guided Weapon Light (FASGW(L)) et le Future Anti-Surface Guided Weapon Heavy (FASGW(H)). Le LMM est la réponse à l’appel d’offres FASGW(L). D’une masse de 15 kg, il dispose d’un guidage par faisceau laser. Thales UK commence la production en 2013 dans son usine de Belfast, et doit livrer 1000 missiles à partir de 2014,.
D’autres options sont envisagées comme un guidage laser semi-actif ou une version surface-surface. Thales réfléchit également à une intégration sur les hélicoptères Panther.
Le premier tir de la Royal Navy a lieu en 2021. En mai 2022, il est employé comme arme sol-air par les forces ukrainiennes contre un drone russe.

## Opérateurs
- Royaume-Uni : 1 000 (commandés[3])
- Ukraine : Don de missiles sol-air en 2022 à la suite de l'invasion de l'Ukraine par la Russie. Le 2 mars 2025, le Royaume-Uni annonce une commande de 5 000 missiles au profit de l'Ukraine, pour la somme de 1.6 milliard de livre sterling[4].
- Indonésie : Photographié sur un polygone de tir de l'armée indonésienne.

## Vecteurs et cibles
Il peut être utilisé sur hélicoptère, drone, véhicules terrestre ou maritime, ou être tiré à l'épaule, contre des embarcations légères, des aéronefs, des véhicules peu blindés, ou des positions adverses.